# Emmanuel Rivière
Emmanuel Rivière (ur. 3 marca 1990 w Le Lamentin) – francuski piłkarz pochodzenia martynikańskiego występujący na pozycji napastnika. Zawodnik klubu Cosenza Calcio.

## Kariera klubowa
Rivière treningi rozpoczął w 1996 roku w martynikańskim zespole Espoir Saint-Luce. W 2005 roku przeszedł do juniorów francuskiego AS Saint-Étienne. W sezonie 2008/2009 został włączony do jego pierwszej drużyny, grającej w Ligue 1. W lidze tej zadebiutował 1 lutego 2009 roku w zremisowanym 1:1 pojedynku z Olympique Lyon. 13 maja 2009 roku w wygranym 4:2 meczu z Le Havre AC strzelił pierwszego gola w Ligue 2. Przez trzy sezony w barwach Saint-Étienne rozegrał 73 spotkania i zdobył 17 bramek.
W 2011 roku Rivière odszedł do innego zespołu Ligue 1, Toulouse FC. Zadebiutował tam 17 września 2011 roku w wygranym 3:2 meczu z Girondins Bordeaux, w którym zdobył także gola.
31 stycznia 2013 roku podpisał kontrakt z AS Monaco.
17 lipca 2014 roku został zawodnikiem Newcastle United. Od sierpnia 2017 roku jest zawodnikiem FC Metz.
12 września 2019 podpisał kontrakt z włoskim klubem Cosenza Calcio, umowa do 30 czerwca 2020.
| Sezon   | Klub             | Kraj      | Rozgrywki        | Mecze | Bramki | Rozgrywki Europy | Mecze | Bramki |
| ------- | ---------------- | --------- | ---------------- | ----- | ------ | ---------------- | ----- | ------ |
| 2008/09 | AS Saint-Étienne | Francja   | Ligue 1          | 8     | 1      | Liga Europy UEFA | 2     | 0      |
| 2009/10 | AS Saint-Étienne | Francja   | Ligue 1          | 30    | 8      | -                | -     | -      |
| 2010/11 | AS Saint-Étienne | Francja   | Ligue 1          | 35    | 8      | -                | -     | -      |
| 2011/12 | Toulouse FC      | Francja   | Ligue 1          | 26    | 5      | -                | -     | -      |
| 2012/13 | Toulouse FC      | Francja   | Ligue 1          | 18    | 4      | -                | -     | -      |
| 2012/13 | AS Monaco        | Francja   | Ligue 2          | 14    | 4      | -                | -     | -      |
| 2013/14 | AS Monaco        | Francja   | Ligue 1          | 30    | 10     | -                | -     | -      |
| 2014/15 | Newcastle United | Anglia    | Premier League   | 23    | 1      | -                | -     | -      |
| 2015/16 | Newcastle United | Anglia    | Premier League   | 3     | 0      | -                | -     | -      |
| 2016/17 | CA Osasuna       | Hiszpania | Primera División | 15    | 0      | -                | -     | -      |
| 2017/18 | FC Metz          | Francja   | Ligue 1          | 9     | 3      | -                | -     | -      |

Stan na: 12 stycznia 2017 r.

## Kariera reprezentacyjna
Rivière jest byłym reprezentantem Francji U-16, U-17, U-18 oraz U-19. W 2007 roku wraz z kadrą U-17 wziął udział w Mistrzostwach Świata, które Francja zakończyła na ćwierćfinale. Z drużyną U-19 w 2009 roku dotarł natomiast do półfinału Mistrzostw Europy.
W 2010 roku Rivière zadebiutował w reprezentacji Francji U-21.